# NGC 65
NGC 65 (ESO 473-10A / PGC 1229) là một thiên hà trong chòm sao Kình Ngư. Độ lớn biểu kiến của nó là 13,4. Nó nằm ở 18h 58m 7s, −22° 52′ 48″. Nó được phát hiện lần đầu tiên vào năm 1886 và còn được gọi là PGC 1229.